# Louis-Nicolas Bescherelle
Louis-Nicolas Bescherelle (París, 1802 – París, 1883) lexicógrafo y gramático francés.
En 1842, con su hermano Henri, publicó Le Véritable Manuel des conjugaisons ou la science des conjugaisons mise à la portée de tout le monde, una guía sobre las conjugaciones de la lengua francesa que se hizo popular hasta tal punto que hoy día se ha casi sustantivado en francés el nombre de Bescherelle para designar las ediciones sucesivas del manual y por extensión de cualquier manual de conjugación francesa. 
Además estos mismos hermanos, publicaron una Grammaire nationale que se publicó varias veces durante en siglo XIX y Louis-Nicolas Bescherelle publicó además el famoso Dictionnaire national ou Dictionnaire universel de la langue française, uno de los más importantes diccionarios del siglo XIX. 